# Стефан Сантрач
Стефан Сантрач (Бијељина, 24. јануара 2000) босанскохерцеговачки је фудбалер, који тренутно наступа за Лозницу.

## Каријера
Стефан Сантрач је рођен 24. јануара 2000. године у Бијељини, а прошао је фудбалску школу београдске Црвене звезде. Са пионирском селекцијом тог клуба, Сантрач је учествовао на Турниру пријатељства, 2014. године у свом родном граду, где је његов тим елиминисан у полуфиналу од одговарајућег узраста загребачког Динама. У јуну 2018, Сантрач је са омладинским саставом освојио титулу шампиона државе, чиме је обезбеђен пласман у УЕФА Лигу младих. Након одлуке клупског руководства да тада излазно годиште прикључи раду са филијалом, Гаврић је уступљен Графичару са Сењака на годину дана, због чега је изостављен са списка омладинаца за наредну сезону. Крајем исте године, потписао је троипогодишњи професионални уговор са клубом.
Сантрач је током прве сениорске сезоне, као бонус играч, уписао укупно 27 наступа у Српској лиги Београда и постигао 5 погодака. Освајањем првог места на табели тог такмичења, Сантрач је са екипом изборио пласман у Прву лигу Србије. Одмах затим, споразум о уступању продужен је и за такмичарску 2019/20.
У јулу 2020. је потписао трогодишњи уговор са екипом ТСЦ из Бачке Тополе. У екипи ТСЦ-а је провео наредних годину и по дана након чега је у јануару 2022. потписао за босанскохерцеговачког премијерлигаша Леотар из Требиња. Од сезоне 2022/23. наступа за Лозницу у Првој лиги Србије.

## Репрезентација
У јулу 2014, Сантрач се нашао на списку имена дечака рођених 2000, које је Фудбалски савез Републике Српске одабрао за турнир у чешком граду Јаблонецу. Он је касније наступао за све млађе репрезентативне узрасте Босне и Херцеговине. Са кадетском селекцијом те државе, Сантрач је изборио пласман на Европско првенство у Хрватској, које је одржано у мају 2017. године. Тада је кадетски узраст његовог клуба дао укупно 9 репрезентативаца, од чега су Босну и Херцеговину представљала четворица играча, укључујући Сантрача.

## Статистика

### Клупска
Ажурирано 9. септембра 2021.
|                      |          |                     |    |   |   |   |   |   |   |   |    |   |  |  |
| Графичар (позајмица) | 2018/19. | Српска лига Београд | 27 | 5 | — | — | — | — | — | — | 27 | 5 |  |  |
| Графичар (позајмица) | 2019/20. | Прва лига Србије    | 18 | 0 | — | — | — | — | — | — | 18 | 0 |  |  |
| Графичар (позајмица) | Укупно   | Укупно              | 45 | 5 | — | — | — | — | — | — | 45 | 5 |  |  |
|                      |          |                     |    |   |   |   |   |   |   |   |    |   |  |  |
| ТСЦ Бачка Топола     | 2020/21. | Суперлига Србије    | 17 | 1 | 2 | 0 | 0 | 0 | — | — | 19 | 1 |  |  |
| ТСЦ Бачка Топола     | 2021/22. | Суперлига Србије    | 2  | 0 | 0 | 0 | — | — | — | — | 2  | 0 |  |  |
| ТСЦ Бачка Топола     | Укупно   | Укупно              | 19 | 1 | 2 | 0 | 0 | 0 | — | — | 21 | 1 |  |  |
|                      |          |                     |    |   |   |   |   |   |   |   |    |   |  |  |
| Каријера             | Каријера | Каријера            | 64 | 6 | 2 | 0 | 0 | 0 | — | — | 66 | 6 |  |  |
|                      |          |                     |    |   |   |   |   |   |   |   |    |   |  |  |

## Трофеји и награде
Графичар
- Српска лига Београд: 2018/19.[12]